# Kebonsari (Temanggung)
Kebonsari is een bestuurslaag in het regentschap Temanggung van de provincie Midden-Java, Indonesië. Kebonsari telt 2568 inwoners (volkstelling 2010).